# 御鼻部山
御鼻部山（おはなべやま、花部山とも）は、十和田湖の北岸にある標高1,010.6mの山。

## 概要
十和田湖を取り囲む外輪山の一つである。「花部山」「御花部山」「膳棚山」とも表記される。
十和田湖は青森県と秋田県の両県にまたがっており、その県境（境界）は近年まで確定されていなかったが、それを確定する上での指標となったのが御鼻部山である。藩政時代の湖面は全域が盛岡藩に属していたが、明治時代の廃藩置県によって青森県と秋田県が誕生したさい、いずれも十和田湖畔に接していたため湖面および湖畔でも境界を確定する必要があった。湖畔の北側の境界は御鼻部山山頂、南側は神田川流域を境界としたが、湖面および湖畔の県境はそれぞれの地元の反対などがありまとまらなかったため、十和田湖の湖面と御鼻部山山頂から同湖畔までの境界は未確定のままであった。その後、青森県と十和田市および秋田県と小坂町が協議した結果、2008年8月29日に廃藩置県以来137年ぶりに境界が確定される事が決まった。

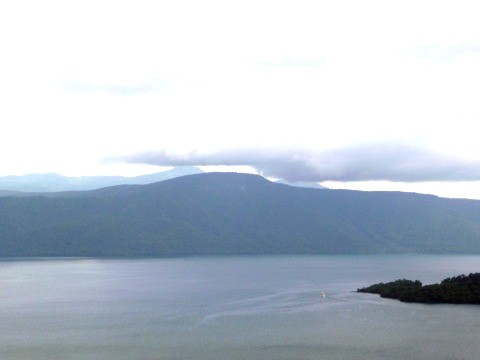
発荷峠展望台から見た御鼻部山
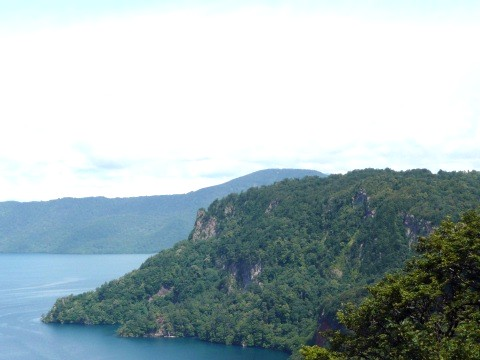
瞰湖台から見た御鼻部山（奥に見える山。手前は御倉半島）
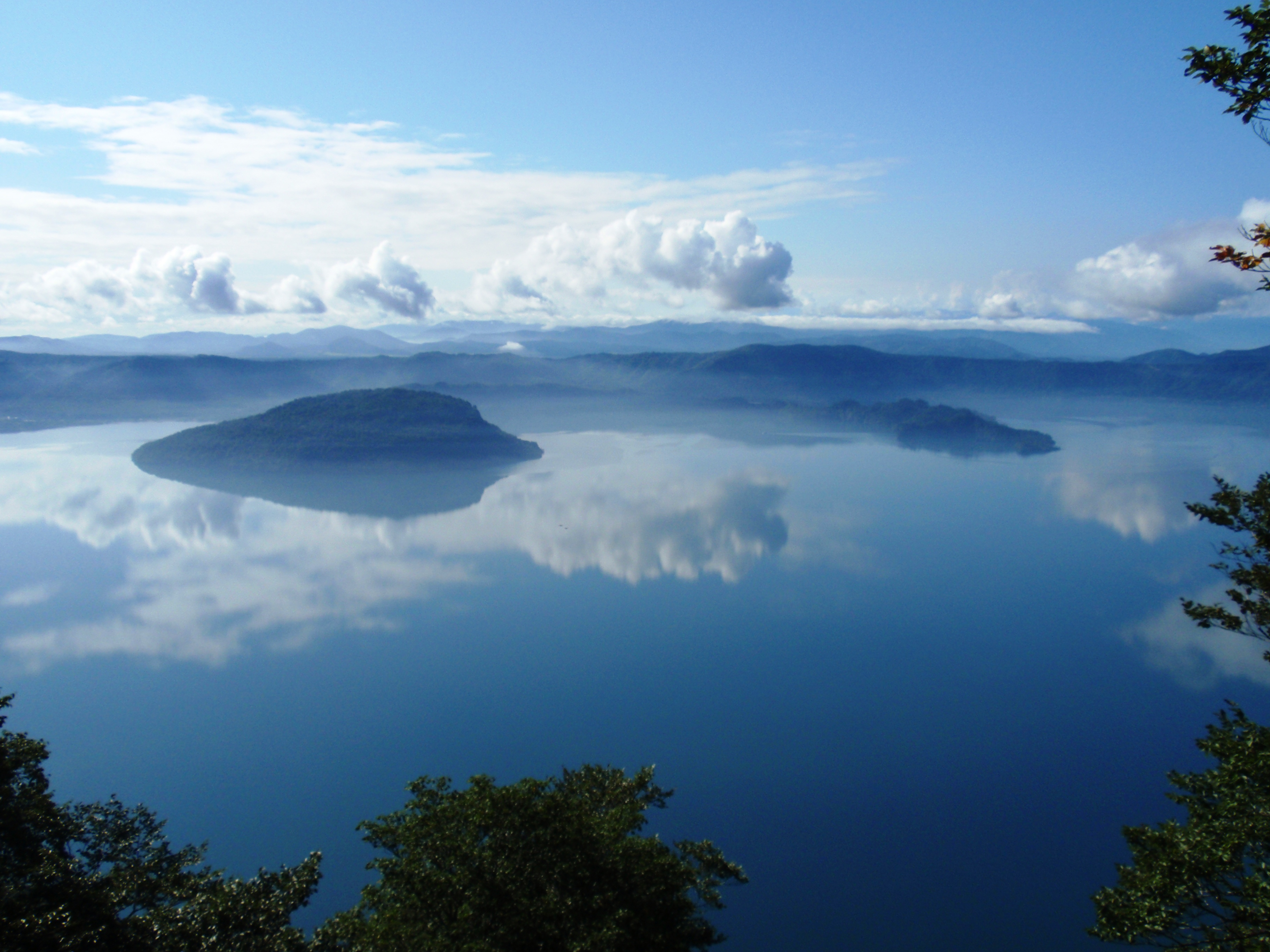
御鼻部山から見た十和田湖
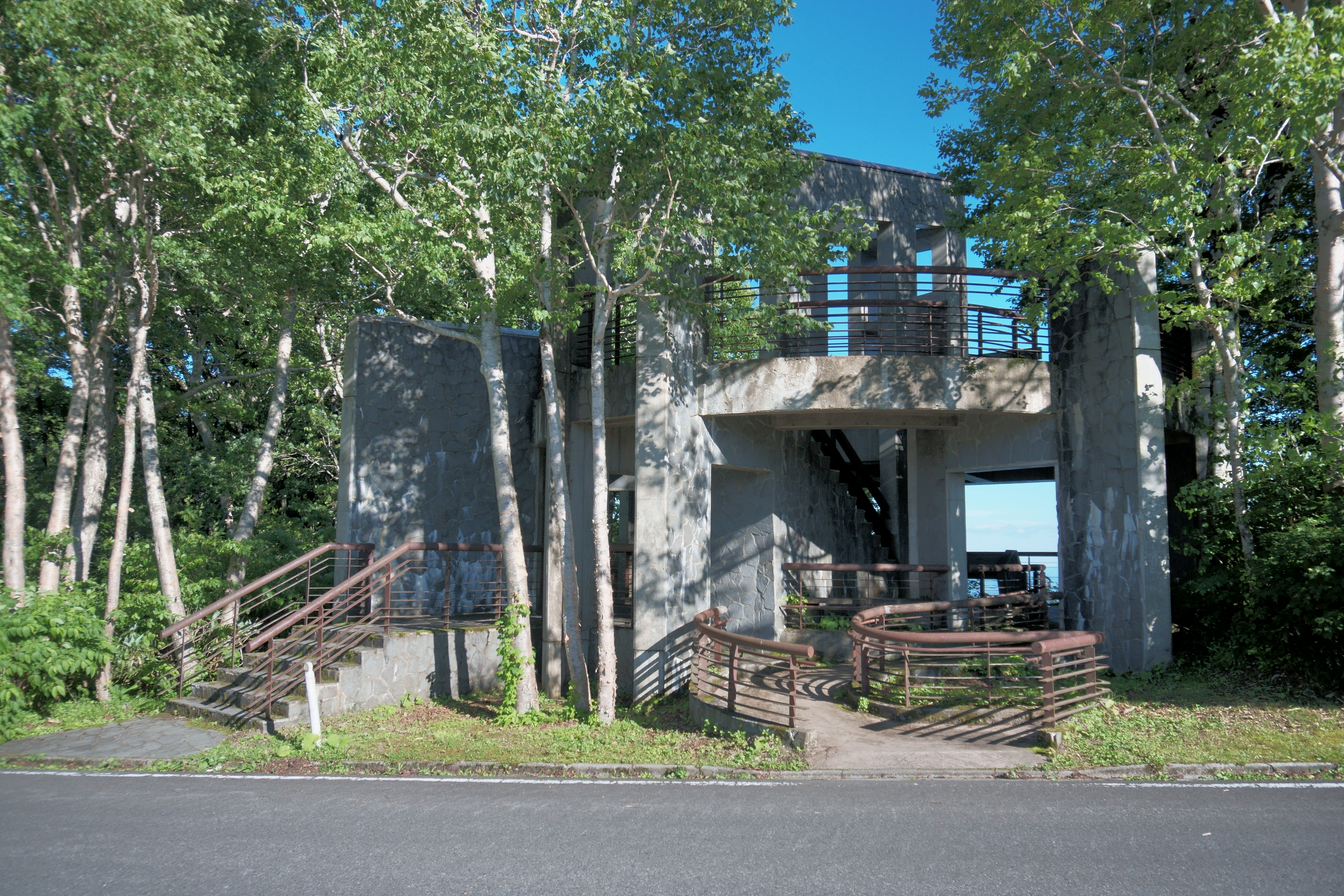
御鼻部山展望台

## 歴史
現在の休屋にある十和田神社には江戸時代に熊野神社が勧進され、盛岡藩によって弘前藩や秋田藩に対する戦略上の要地として重視されていた。休屋に置かれた十湾寺(廃仏毀釈運動によって廃寺)は、毎年盛岡藩の特使が派遣され参拝しており、南部家累代の祈願寺として諸刹の主座に置かれた盛岡山永福寺の分院として管理されていた。盛岡藩はここで参拝修行をしない熊野派山伏には行者資格を与えず、外からの勢力に対しては彼らを保護し、十和田湖周辺には他勢力を寄せ付けなかった。そのため、出羽の山伏ははるか御鼻部山から参拝して戻るしかなかった。

## 観光
山頂には、十和田湖を一望できる御鼻部山展望台があり、発荷峠展望台、瞰湖台とともに「十和田湖三大展望所」といわれている。展望台のすぐ脇を国道102号が通り、大規模な駐車場や公衆トイレがある。
御鼻部山から猿倉温泉まで、昭和初期に自動車道が作られた。この自動車道は完成後もほとんど自動車が通らずに整備が放棄されたためかなり荒れた状態であるが、ぎりぎり歩道として利用できる。通称「旧道」という名称が付いている。この旧道を利用して、櫛ヶ峯などに登山することも可能であるが、踏破に極めて時間がかかり整備もほとんどされていなく、藪こぎも多いので観光道はおろか、登山道としての使用も困難な上級者向けのコースとなっている
。
南側山麓は十和田湖に接し、湖畔には長距離自然歩道の東北自然歩道が開設されている。この歩道は西側を滝ノ沢、東側を子ノ口にそれぞれ通じ、距離は12km余あるが、この山麓付近が中間地点である。